# Сопот (Пловдивская область)
Сопот (болг. Сопот) — город в Болгарии. Находится в Пловдивской области, административный центр общины Сопот. Население составляет 9 544 человека.
Сопот находится в плодородной Стремской долине на 510 м над уровнем моря у самого подножия Балканских гор и находится в 5 км к западу от Карлово, в 136 км.к востоку от Софии, в 63 км к северу от Пловдива и в 61 км к югу от города Троян.

## Политическая ситуация
Кмет (мэр) общины Сопот — Веселин Петров Личев (инициативный комитет) по результатам выборов в правление общины.

## Экономика
- Вазовский машиностроительный завод

## Достопримечательности
- Монастырь «Святой Спас» или мужской монастырь «Вознесение Господне» (в его нынешнем виде(2014) с 1879 года), в котором принял монашество 7 декабря 1858 Васил Левски. Монастырь в городе Сопот «Вознесение Христово» (или «Свети Спас») — болгарский православный монастырь. Основан в конце XII века, он является преемником другого монастыря в районе Сопота — «Святая Троица» который перестал существовать около XI—XII века. В монастыре существовало специальное место где переписывали книги, из которых сохранилось до наших дней несколько десятков, самая старая из которых с 1480 года. По словам российского исследователя рукописей Виктора Григоровича, посетившего монастырь в 1845 году, в Сопотском монастыре «Святой Спас» всегда служили на церковнославянском языке и никогда на греческом. В этом монастыре Васил Левски стал монахом и получил имя Игнатий 7 декабря 1858 года, а затем использовал его в качестве одного из своих многочисленных приютов. Церковь и фонтан в монастыре были восстановлены в 1879 году игуменом Рафаилом. Церковный живописец Георги Данчов, соратник Левского, рисует церковь. У южной стены церкви находится большой колокол, отлитый в Крайове в 1875 году и переданный в дар монастырю гражданами Сопота, проживающих в Румынии.[2]
- Женский монастырь «Введение Богородицы» (ведёт своё начало с 1665 г.), входит в Сто туристических объектов Болгарского туристического союза.

Основательница схимонахиня Сусана (по некоторым данным — в 1404, но нет достоверных сведений). В этот Хилендарский монастырь приходил отец Паисий Хилендарский и принёс свою «Историю славяноболгарскую», которая переписывалась много раз. Были сохранены две копии — от 1828 и от 1845 годов, которые сгорели в 1877 году, когда турки сожгли город. Сохранилась с третьей четверти XVII века церковь монастыря «Введение Богородицы», которая интересна своей архитектурой — она наполовину находится под землёй. Только ещё одна такая церковь известна в Болгарии — это церковь в селе Добърско (Разлог). Большой интерес представляют находившиеся в ней стенописи с XVII века — так называемые «святые без головы» и живопись на «царском ряду» иконостаса. Также интересно сохранившееся здание с верандами с XVIII века, которое чудом уцелело вместе с церковью в Сопоте во время поджога турками в 1877 году. В нём сохранилась и комната женской школы (действующая до 1850 года), убежище под кельей игуменьи Христины (в котором прятался Васил Левски). В монастыре было специальное место, где переписывали церковные книги, а также и иконописная школа для монахинь, которая действовала до 1930 года.
Здесь также сохранилась и самая старая виноградная лоза на всей территории Юго-Восточной Европы, которой 350 лет и которая продолжает давать плоды.

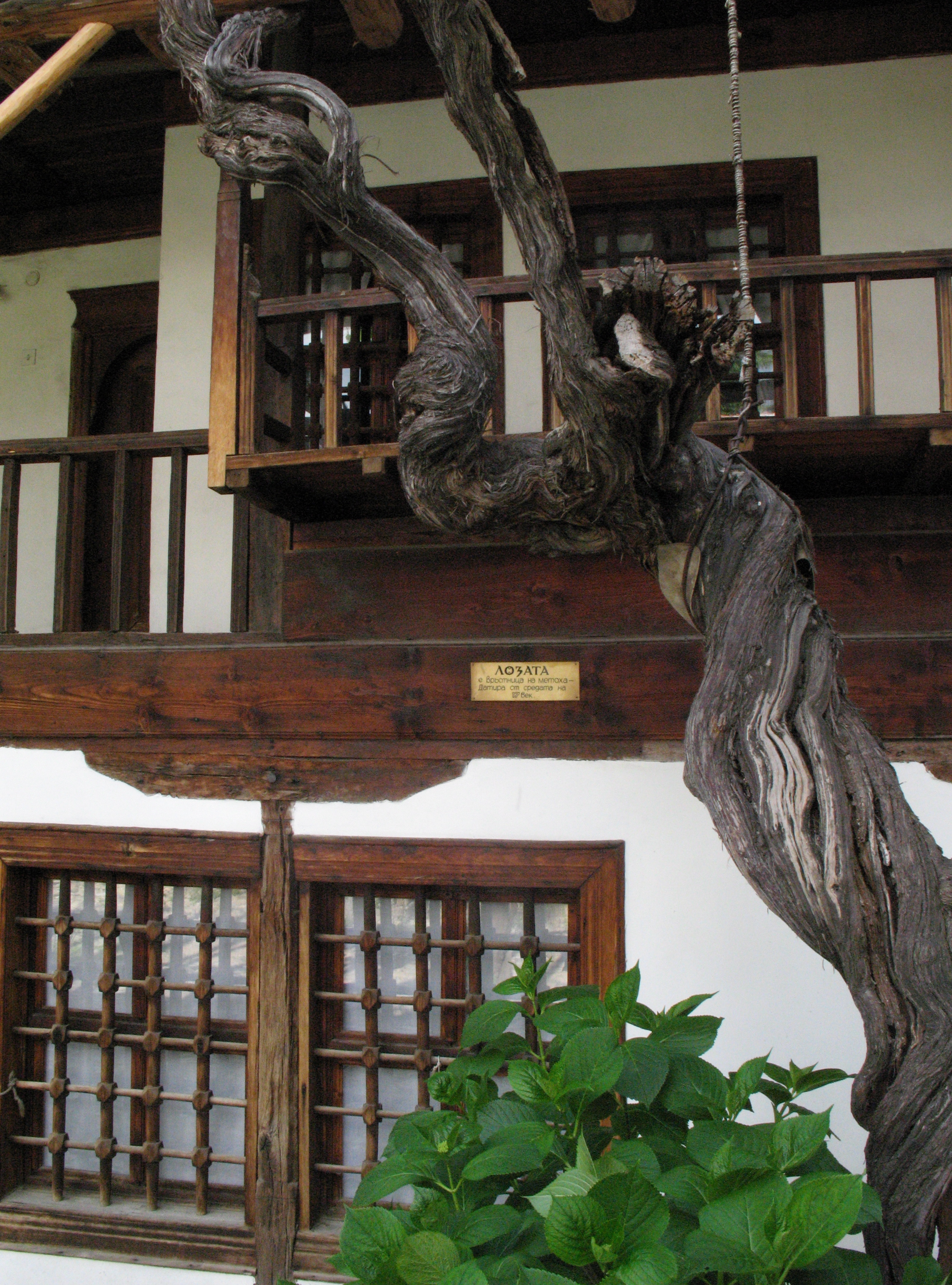
Женский монастырь
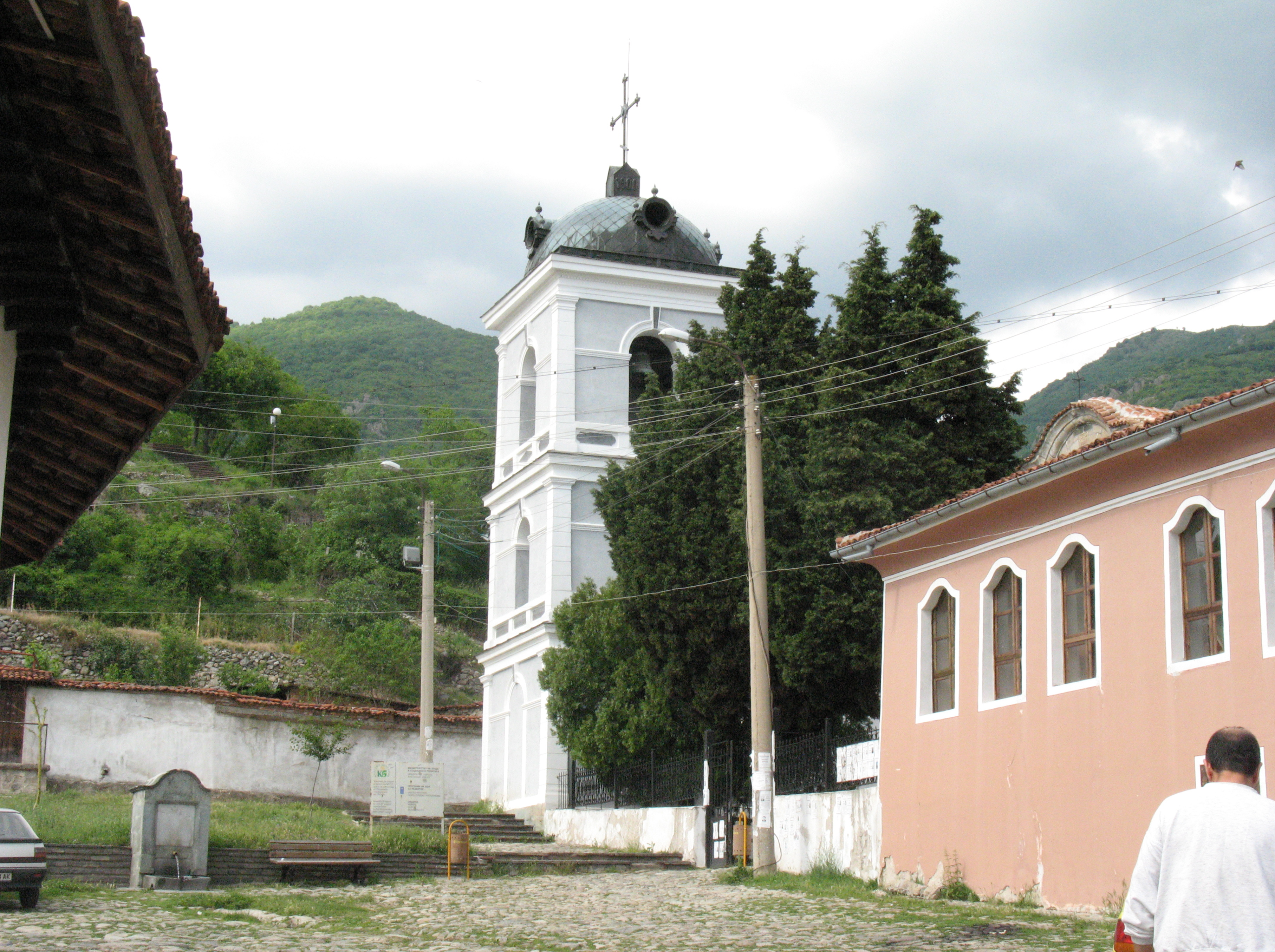
Женский монастырь 2

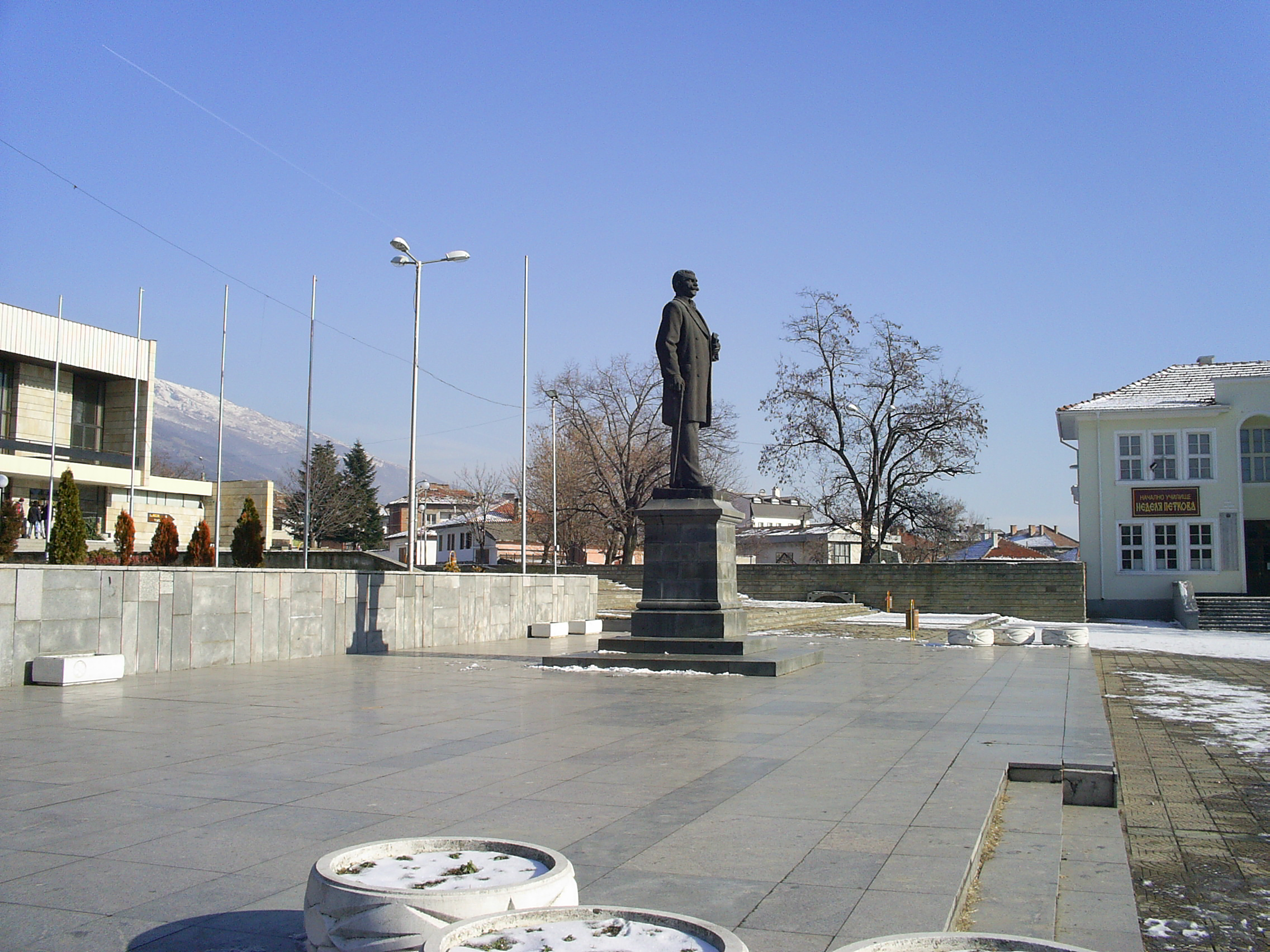

- Дом-музей Ивана Вазова, часть из Ста туристических объектов Болгарского туристического союза.[4][5]
- «Занаятчийски еснафъ»/Гильдия ремесленников/ (основана в 2005 году) Этнографический и ремесленный центр «Сопотская гильдия» расположен в двух домах эпохи болгарского Возрождения «Бъдиный дом» и дом «Загубански» в центре Сопота, где потомки старых мастеров показывают и делятся своим опытом . О нём заботится дом-музей «Иван Вазов» и Ассоциация сопотских мастеров и ценителей декоративно-прикладного искусства. Посетители могут увидеть четыре тематические этнографические коллекции, а также следить за работой местных ремесленников — гравирование, инкрустирование, ткачество и др. В центре находится уютный магазин где продаются традиционные сувениры из Сопотской школы. На втором этаже находится комната, оборудованная мастерская, для молодых людей, которые проявляют интерес к древним ремеслам. Посетители могут наблюдать за работой ремесленников в гравюре, инкрустации, ткачестве и познакомиться с жизнью и традициями города Сопот.[6][7]

## Регулярные события

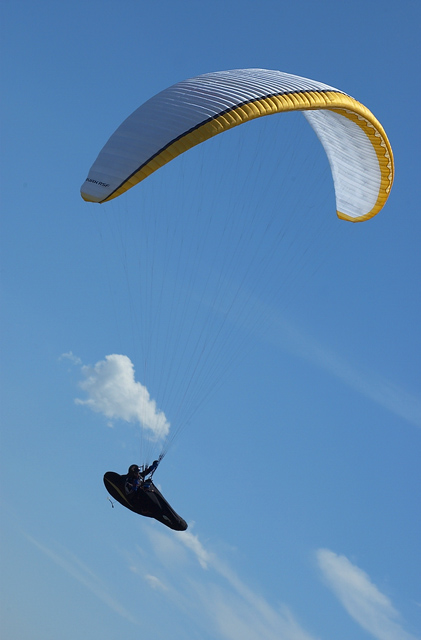
Шамбала

Каждый год, 9 июля проводятся праздники имени Вазова ко дню рождения народного поэта, а каждые 5 лет присуждается Вазовская премия по литературе.
Ежегодно в городе Сопот на территории Европейского центра для экстремальных видов спорта и медитации Шамбала проводятся национальные, международные и мировые соревнования по парапланеризму. Принимают участие спортсмены из всех стран мира-из Греции, Турции, Румынии, Македонии, Сербии, Австрии, Германии, Украины, Венгрии, Австралии, США, Кореи, Японии, Китая и других.

## Люди, связанные с городом
- Вазов, Георги Минчев — болгарский военный деятель, военный министр, генерал-лейтенант; родился в Сопоте в 1860 году;
- Вазов, Владимир Минчев — болгарский военачальник, генерал-лейтенант; родился в Сопоте в 1868 году;
- Вазов, Иван Минчев — болгарский писатель, переводчик, публицист, политический и общественный деятель; родился в Сопоте в 1850 году;
- Икономов, Матей Спасов (1871—1960) — болгарский актёр, режиссёр и театральный деятель. Народный артист НРБ